# 직할시
직할시(直轄市)는 일부 국가에서 쓰이는 특수한 도시의 행정 구역 이름으로, 현재 조선민주주의인민공화국과 중화인민공화국, 중화민국, 베트남에서 쓰이며 과거 대한민국에서도 쓰였다.

## 대한민국
대한민국에서는 1963년 1월 1일 경상남도 부산시가 정부 직할의 부산시로 승격되면서 대한민국 최초의 직할시가 되었으며 1981년 4월 4일 지방행정에 관한 임시조치법 개정으로 법령상의 부산직할시로 개칭되었다. 이 법의 개정으로 행정구역상 직할시 조항이 신설되었고 이전까지 지방자치법과 지방행정에 관한 임시조치법 상의 상위 행정구역은 서울특별시와 도가 전부이며 부산은 일종의 특례를 받은 경우로 공식명칭은 부산시였고 내무부 직할이라는 의미에서 일반시와 구분짓기 위해 직할시로 불리었다. 경상북도 대구시와 경기도 인천시는 1981년 7월 1일자로 시행된 대구직할시 및 인천직할시 설치에 관한 법률에 따라 각각 대구직할시와 인천직할시로 승격하였다. 직할시란 법적인 행정단위가 생긴 이후 첫 승격 사례라 하겠다. 전라남도 광주시는 광주직할시 및 송정시 설치에 관한 법률 에 따라 1986년 11월 1일자로 광주직할시가 되었고, 충청남도 대전시는 대전직할시 설치에 관한 법률에 따라 1989년 1월 1일자로 대덕군과 합해 대전직할시가 되었으며 1994년 12월 20일 지방자치법 이 재개정되어 지방자치단체의 종류로 직할시 대신 광역시를 두게 되어 1995년 1월 1일자로 기존의 직할시들이 일괄 광역시로 이름을 바꾸었다.

### 직할시 승격 논의
한편 전두환 정부 말기부터 전라북도 전주시의 직할시 승격 논의가 있었으나 실현되지 않았고, 김영삼 정부 초기에 전라북도 전주시와 경상남도 울산시의 직할시 승격 논의가 불거졌으나 대한민국 지방자치법 시행 이후 경상남도 울산시만이 직할시의 후신인 광역시로 승격되었다. 1993년 1월 21일 매일경제신문에 따르면 정부는 대도시의 직할시 승격으로 인해 소속된 도의 잔여지역의 구심점이 상실되고 쓰레기처리장 등 생활편의시설 설치에 어려움이 가중되는 등 부작용이 잇따르고 있다는 판단에 따라 앞으로 특정한 일부도시를 제외하고는 직할시 승격을 엄격히 제한키로 했다. 정부 관계자는 "현재 전주와 창원, 울산 등에서 직할시로 승격하려는 움직임이 일고 있기는 하나 시나 도에서 직할시로 승격시켜달라는 요청이 정식으로 접수된 적은 없다."고 밝히고 "행정학계의 전반적인 의견도 직할시 승격을 제한해야 된다는 대로 수렴하고 있는 것으로 안다."고 말했다.

#### 전주직할시
1992년 6월 13일 매일경제신문에 따르면 정부와 민주자유당은 전주시를 전북지역발전과 서해안 개발의 거점도시로 활용한다는 방침 아래 직할시로 승격시키는 문제를 추진 중인 것으로 알려졌다. 민주자유당의 한 고위관계자는 이날 "타 지역에 비해 상대적으로 낙후된 전북 개발을 위해서는 중점도시인 전주에 대한 중앙정부 차원의 행정 및 재정지원이 절실하다."고 말하고 "가급적 연내 직할시 승격을 위한 당정협의를 진행시키고 있다."고 밝혔다.
1992년 10월 18일 김대중 민주당 대표는 지구당 당직자간담회 및 울산동지구당 개편대회에 참석하여 "울산을 전주와 함께 직할시로 승격시키는 것이 바람직하다."고 말했다.
1992년 11월 6일 정주영 국민당 대표는 전주 실내체육관에서 열린 3대국민운동실천당원결의대회에 참석하여 "집권 후 지방자치제를 즉각 실시, 모든 지역의 경제를 활성화하겠다."며 전주의 직할시 승격을 제시하였다.
1992년 12월 8일 김영삼 민주자유당 대통령 후보는 전주 유세에서 전북과 전남간의 차별성 부각을 시도하고 전주시의 직할시 승격 등 지역개발공약을 열거했다.
1993년 11월 26일 정부는 김영삼 대통령의 14대 대통령선거 공약사업 중 전주의 직할시 승격 등 129개 사업을 재원 부족과 타당성 결여 등의 이유로 임기 안 추진계획에서 사실상 제외했다. 전주의 직할시 승격은 현실여건상 당장 추진이 어려운 사업 22개 안에 포함되었다.
1993년 11월 29일 전주직할시승격추진위원회(위원장 최진호 전주시의회의장)는 "선거기간 중 직할시로 승격시킬 것처럼 공약해 놓고 이제와서 사업계획에서 제외한다면 정부를 어떻게 믿고 따르겠느냐?"며 조속한 공약이행을 촉구했다.
1993년 12월 20일 한겨레에 따르면 전주시청이 직할시 승격 등에 대비하여 효자 삼천 만성동 등 서부지역 740만평을 1994년부터 2011년까지 18년 동안 개발하기로 했으나 전주시의회 건설위원회에서 찬반양론이 격렬히 맞서 찬반투표를 벌인 끝에 처음 계획보다 40억원이 깎인 760억원의 예산이 통과되었다. 강대순 의원 등 찬성론자들은 직할시 승격에 대비해 꼭 추진해야 할 계획이라며 전주시청의 입장을 적극 지지했으나 유영진, 김진환 의원 등 반대론자들은 재원조달방법이나 인구수용대책 등이 현실성 없다며 반대하였다.
1994년 9월 2일 한겨레에 따르면 전북도민일보, 전주일보, 전북일보 등은 "지난 대통령선거 과정에서 울산시와 전주시를 직할시로 승격시키겠다고 공약해 놓고 전주만 제외한 것은 시민을 우롱하는 처사로 3공화국 시절부터 계속돼온 지역편중정책이 6공화국에서도 계속되고 있다."고 질타했다.
1994년 9월 8일 민주자유당 문정수 사무총장은 강진에서 열린 전남남부지역 당원현지연수에 참석하여 행정구역 개편을 둘러싼 지역대립 양상이 주로 민주자유당 내에서 불거지고 있는데도 불구하고 울산의 직할시 승격과 관련하여 민주당이 대통령선거 공약을 이유로 전주의 동반 승격을 주장한 것에 대해 "무책임한 일부 야당이 망국적인 지역감정을 부추기고 있다."고 비난했다.
1994년 9월 16일 국회 본회의에서 전주 출신의 장영달 민주당 의원이 김영삼 대통령이 전주를 직할시로 승격시키겠다고 대통령선거에서 공약했던 점을 상기시키며 "어느 지역은 공약을 지켜야 하고 호남지역의 공약은 안 지켜도 되느냐?"고 말했다.

#### 울산직할시
1994년 1월 20일 정부와 민주자유당은 도농통합형 지방자치단체 행정구역 개편과 함께 경상남도 울산시와 울산군을 통합해 직할시로 승격시키는 방안을 추진키로 했다. 울산시의 직할시 승격은 1992년 14대 대통령선거 당시 김영삼 대통령의 공약사업으로 정부와 민주자유당은 그동안 직할시로서의 행정을 수행할 수 있는 적정한 인구와 면적 등을 검토해온 것으로 알려졌다. 정부의 한 관계자는 "이 지역이 경남 북동쪽에 치우쳐 있어 직할시로 독립하더라도 경상남도의 행정체계를 흐트러뜨릴 가능성이 적다."면서 "경상남도청과 협의한 결과 마산 창원 등 도내에 9개 시가 있어 지방재정 확보에 어려움이 없는 것으로 나타났다."고 밝혔다.
1994년 8월 31일 경향신문에 따르면 내무부의 제2행정구역 개편은 4가지 굵은 줄기로 돼 있다. 경기도 분할과 시계 확장을 통한 부산, 대구, 인천의 광역시화, 울산의 직할시 승격, 서울 도봉구 등 일부 대도시 구의 분할이 핵심이다. 이중 직할시의 광역시화와 울산의 직할시 승격은 당정간에 큰 차이가 없었으며 명분은 대통령선거 공약이었다.
한편, 경기도 분할에 대해 최형우 내무부 장관과 민주자유당 내 일부 민주계 핵심들은 적극성을 가졌으나 이한동 민주자유당 총무를 비롯하여 당 내 민주정의당계가 반발하였다. 내심 당과 사전협의 없이 "고위 당국자"라는 익명으로 공론화시키고 있는데 대통령비서실의 의중이 개입됐는지 여부를 확인할 수 없었던 탓이다. 당 일각에서는 "최형우 장관이 자신의 고향인 울산의 직할시 승격에 쏠리는 시선을 분산시키기 위해 경기도 분할을 들고 나온 것 아니냐?"며 의혹의 시선을 거두지 않았다.
1994년 9월 3일 최형우 내무부 장관은 민주계이면서도 행정구역 개편안에 강력히 반발하고 있는 김봉조 민주자유당 경상남도지부장과 황낙주 국회의장에게 전화를 걸어 협조를 요청했다. 최형우 장관은 통화에서 행정구역 개편안이 김영삼 대통령의 뜻에 따른 것임을 밝히는 한편, 지역의원들의 반발에 대해서는 집단이기주의의 표출이라며 강한 불만을 털어놓은 것으로 알려졌다.
정치권의 한 관계자는 정부 방침에 주도적으로 반발하고 있는 김윤환 의원에 대해 대통령비서실의 질책이 있었다고 전했으며 이 때문인지 김윤환 의원은 개편안에 대한 더이상의 언급을 자제하고 있다. 9월 5일 열릴 예정이던 경남의원대책모임의 취소 통보를 받은 일부 의원들도 "울산시의 직할시 승격 문제와 경남 일부지역의 부산편입 방침임에 대한 반대 의견에는 변화가 없다."면서도 "앞으로 있을 당정협의 결과를 지켜보고 정확한 입장을 재정리하겠다."고 모호한 태도를 보였다. 그러나 대책모임 취소 사실을 통보받지 못한 한 의원은 "장관 한 사람이 혼자 행정구역을 개편한다고 하면 경남이 이리저리 쪼개지는 것이냐?"며 여전히 강한 어조로 불만을 털어놨다.
1994년 9월 12일 정부와 민주자유당은 당정협의에 나섰으나 울산의 직할시 승격을 골자로 한 제2행정구역 개편 문제가 대안 없이 장기 표류하고 있는 가운데 대상지역 주민들의 반발이 격화되었다. 울산청년회의소 등 40여개 울산시민단체 대표 800여명은 울산직할시 승격 유보 움직임에 반발하여 이날 오전 8시쯤 버스편으로 집단 상경해 여의도 민주자유당사 앞에서 직할시 승격을 촉구했다. 이들은 당사 안으로 진입하려다 경찰에 의해 제지되자 당사 앞길에서 "국가발전 저해하는 JP는 퇴진하라." "울산시민 우롱하는 유보방침 철회하라."는 등의 피켓 20여 개를 앞세운 채 시위를 벌였다.
안성표 울산시의회 의장 등 시민대표 15명도 이날 오전 국회로 김종필 대표를 방문하여 민주자유당의 대통령선거 공약인 울산직할시 승격 약속을 이행하라고 요구했다. 한편, 창원시의회 의원 16명도 이날 오후 김종필 대표를 방문하여 울산의 직할시 승격 반대입장을 천명했으며 손경호 경상북도의회의장 등 도의원 72명은 김길홍 당대표비서실장의 주선으로 김종필 대표를 방문하여 "대구 근교의 위성도시를 모두 대도시로 편입시키면 경북은 껍데기만 남으며 농촌은 공동화된다."며 대구직할시를 경상북도로 환원시킬 것을 요구했다.

#### 부천직할시
1994년 9월 16일 국회 본회의에서 부천 출신의 원혜영 민주당 의원이 "행정구역 개편이 원칙이나 기준도 없이 밀실에서 무원칙하고 졸속으로 추진되고 있다."고 비난하고 "울산은 직할시가 되고 부천은 안되는 납득할 만한 이유가 없다."고 지적했다.

## 조선민주주의인민공화국
조선민주주의인민공화국에는 평양직할시가 직할시로 지정되어 있다. 예전에는 개성시(1955~2003), 남포시(1979~2004), 라선시(2001~2004), 청진시(1977~1985), 함흥시(1960~1967)도 직할시로 지정되었으나, 현재는 특급시로 그 등급이 바뀌었다가 일부는 다시 특별시로 승격되었다.

## 중화민국
1927년, 중화민국 정부는 인구 백만 명이 넘는 난징, 상하이, 베이징, 톈진, 칭다오, 충칭, 시안, 광저우, 한커우(현재 우한시의 일부), 선양, 하얼빈시의 11개 도시를 직할시(당시 이름은 "특별시", 후에 "원할시"로 바뀜)로 지정했다.
국공 내전 때 난징에 있던 중화민국 정부를 타이완섬으로 옮긴 후에는, 타이베이시가 1967년 원할시로, 가오슝시는 1979년 원할시로 지정되었다. 1994년 이후 "원할시"(院轄市 yuànxiáshì)라는 이름을 공식적으로 "직할시"(直轄市 zhíxiáshì)로 바꾸었다. 2010년 신베이시와 타이난시, 타이중시가 직할시로 승격되었다. 2005년에 중국 대륙을 자국의 행정 구역에서 사실상 제외하였으므로, 현재 중화민국은 5개의 직할시를 보유하고 있다.
| 번호 | 이름       | 한자          | 한자음 | 영어            | 약자  | 인구      | 면적 (km2) | 지정일           | 지도 |
| ---- | ---------- | ------------- | ------ | --------------- | ----- | --------- | ---------- | ---------------- | ---- |
| 1    | 가오슝시   | 高雄市        | 고웅시 | Kaohsiung City  | 高 고 | 2,777,296 | 2,947.6159 | 1979년 7월 1일   |      |
| 2    | 신베이시   | 新北市        | 신북시 | New Taipei City | 新 신 | 3,956,728 | 2,052.5667 | 2010년 12월 25일 |      |
| 3    | 타이난시   | 臺南市 台南市 | 대남시 | Tainan City     | 南 남 | 1,883,042 | 2,191.6531 | 2010년 12월 25일 |      |
| 4    | 타이베이시 | 臺北市 台北市 | 대북시 | Taipei City     | 北 북 | 2,693,672 | 271.7997   | 1967년 7월 1일   |      |
| 5    | 타이중시   | 臺中市 台中市 | 대중시 | Taichung City   | 中 중 | 2,708,338 | 2,214.8968 | 2010년 12월 25일 |      |
| 6    | 타오위안시 | 桃園市        | 도원시 | Taoyuan City    | 桃 도 | 2,092,977 | 1,220.9540 | 2014년 12월 25일 |      |

## 중화인민공화국
1954년 중화인민공화국 정부는 중화민국이 통치하던 시절에 설치되었던 직할시 중 베이징, 상하이, 톈진을 제외하고 모두 성할시로 격하시켰다. 1997년 충칭을 직할시로 승격시키면서 총 4개가 되었다.
|      |          |        |        |               |         |       |          |            |                 |            |                        |             |
| 번호 | 이름     | 간체자 | 번체자 | 병음          | 약자    | ISO   | 지리대구 | 인구       | 인구밀도 (/km2) | 면적 (km2) | 행정 구역              | 시청 소재지 |
| 1    | 베이징시 | 北京市 | 北京市 | Běijīng Shì   | 京 jīng | CN-11 | 화베이   | 15,810,000 | 941             | 16,800     | 14구 2현               | 둥청 구     |
| 2    | 톈진시   | 天津市 | 天津市 | Tiānjīn Shì   | 津 jīn  | CN-12 | 화베이   | 11,519,000 | 980             | 11,305     | 13구 3현               | 허핑 구     |
| 3    | 충칭시   | 重庆市 | 重慶市 | Chóngqìng Shì | 渝 yú   | CN-50 | 시난     | 31,442,300 | 382             | 82,300     | 19 구, 17 현, 4 자치현 | 위중 구     |
| 4    | 상하이시 | 上海市 | 上海市 | Shànghǎi Shì  | 沪 hù   | CN-31 | 화둥     | 18,450,000 | 2,622           | 6,341      | 17구 1현               | 황푸 구     |

## 베트남
베트남은 5개 도시가 중앙직할시(베트남어: Thành phố trực thuộc trung ương)로 지정되었다.
| 이름     | 베트남어              | 지역           | 인구      | 밀도 (/km2) | 넓이 (km2) | 행정 구역 |
| -------- | --------------------- | -------------- | --------- | ----------- | ---------- | --------- |
| 하노이시 | Thủ đô Hà Nội         | 홍 강 삼각주   | 6,500,000 | 1,943.4     | 3,344.7    | 보기      |
| 호찌민시 | Thành phố Hồ Chí Minh | 베트남 남동부  | 7,162,864 | 3,419       | 2,095      | 보기      |
| 껀터시   | Thành phố Cần Thơ     | 메콩 강 삼각주 | 1,121,000 | 807         | 1,389.6    | 보기      |
| 다낭시   | Thành phố Đà Nẵng     | 베트남 중남부  | 887,069   | 599         | 1,256      | 보기      |
| 하이퐁시 | Thành phố Hải Phòng   | 홍 강 삼각주   | 1,884,685 | 1,250.1     | 1,507.57   | 보기      |

## 같이 보기
- 독립시
- 수도
- 연방구